# Гімн Чаду
La Tchadienne — національний гімн Чаду. Затверджений офіційно у 1960 році після проголошення незалежності. Слова написав Луі Ґідроль зі своїми студентами. Музику до гімну написав Поль Вільяр.

## Текст гімну
Peuple Tchadien, debout et à l’ouvrage!
Tu as conquis la terre et ton droit;
Ta liberté naîtra de ton courage.
Lève les yeux, l’avenir est à Toi.
O mon Pays, que Dieu te prenne en garde,
Que tes voisins admirent tes enfants.
Joyeux, pacifique, avance en chantant,
Fidèle à tes anciens qui te regardent.

## Український переклад
Народе Чаду, вставай і за роботу!
Ти завоював землю й свої права;
Твоя свобода родиться з твоєї хоробрості
Підніми очі, майбутнє за тобою.
О, моя країно, хай Бог тобі збереже,
Хай сусіди милуються твоїми дітьми.
Радісна, мирна, йди у майбутнє з піснею,
Вірна твоїм предкам, що за тобою споглядають.